# Жадо, Янник
Янни́к Жадо́ (фр. Yannick Jadot; род. 27 июля 1967, Класи-э-Тьерре) — французский политик и экоактивист.

## Биография

### Ранние годы
Окончил университет Париж-Дофин, где изучал экономику. Будучи студентом, в 1986 году принимал активное участие в создании ассоциации «Помпаж», призванной противодействовать проводившейся тогда реформе системы образования. В 1990-е годы участвовал в гуманитарной деятельности на территории Буркина-Фасо, Габона и Бангладеш, затем вступил в объединение Solargal (Solidarité agricole et alimentaire). В 1999 году участвовал в альтерглобалистской конференции в Сиэтле, в 2001 году — в Порту-Алегри. В 2002 году активно поддерживал президентскую кампанию кандидата зелёных Ноэля Мамера, во время которой познакомился с Жозе Бове. Позднее возглавлял кампании Гринпис во Франции (до 2008 года), участвовал в организации Альянса за планету, в 2007 году вступил в Grenelle Environnement.

### В Европейском парламенте
7 июня 2009 года избран в Европейский парламент 7-го созыва в качестве кандидата партии Европа Экология Зелёные, 25 мая 2014 года переизбран в Европарламент 8-го созыва.
Являлся пресс-секретарём Евы Жоли в период праймериз к президентским выборам 2012 года, но 23 ноября 2011 года ушёл в отставку, сочтя чрезмерной критику кандидата в адрес Социалистической партии.
7 ноября 2016 года победил во втором туре праймериз ЕЭЗ, получив 54,25 % голосов против 40,75 % у его соперницы Мишель Ривази и стал официальным кандидатом партии в президентских выборах 2017 года.
В период последнего штурма Алеппо сирийскими правительственными войсками в декабре 2016 года призывал французов к ежедневным демонстрациям протеста у российского посольства в Париже, к лишению России права на проведение чемпионата мира по футболу 2018 года и к введению санкций «не против российского народа, а против людей из олигархической верхушки, которые дали добро на бомбардировки мирного населения и бойню в Сирии».
26 февраля 2017 года 79,53 % экологистов электронным голосованием поддержали предложение о снятии кандидатуры Жадо с выборов и заключении предвыборного соглашения с кандидатом социалистов Бенуа Амоном.
16 июля 2018 года по итогам внутрипартийного голосования возглавил список ЕЭЗ на европейских выборах 2019 года, получив поддержку 58 % однопартийцев (за его соперницу Мишель Ривази проголосовали только 35 %).
На выборах 26 мая 2019 года ЕЭЗ улучшил свои показатели по итогам предыдущих выборов, получив 13,5 % голосов и оказавшись на третьем месте после Национального объединения и «Вперёд, Республика!».
3 февраля 2021 года, ещё не будучи официальным кандидатом партии на президентских выборах 2022 года, дал старт так называемой «платформе идей» 2022 l'écologie ! , обнародовав свою программу государственных инвестиций в систему экологических преобразований объёмом 20 млрд евро, а также идею введения безусловного базового дохода для лиц возрастом от 18 лет на прекаризованных рабочих местах.
28 сентября 2021 года победил во втором туре праймериз «зелёных» Сандрин Руссо с результатом 51,03 % и стал официальным единым кандидатом на президентских выборах 2022 года.
5 декабря 2021 года руководитель президентской кампании Жадо Мунир Сатури объявил о назначении Дельфин Бато, занявшей третье место в праймериз «зелёных», главой пресс-службы кандидата (её предшественник, сподвижник Николя Юло Матье Орфелен, 27 ноября отстранился от участия в кампании из-за обвинений в сексуальной агрессии).
К 22 февраля 2022 года Жадо собрал 500 подписей выборных должностных лиц, необходимых для включения его фамилии в избирательные бюллетени (крайний срок сбора подписей истекал 4 марта).